# Necropoli di Molia
La necropoli di Molia è un sito archeologico prenuragico situato nel territorio del comune di Illorai, nella città metropolitana di Sassari.

## Descrizione
La necropoli è composta da 10 domus de janas ricavate scavando una collina in tufo e risalenti ad un periodo compreso fra il 3500 e il 2700 a.C.. Realizzate dalle popolazioni della cultura di Ozieri, vennero utilizzate fino all'antica età del bronzo dalle genti della cultura del vaso campaniforme.
Alcune delle domus sono dotate di un dromos, un corridoio di accesso, e recano tracce di colorante rosso, probabilmente ocra.

## Scavi
Scoperta nel 1976 durante dei lavori per la costruzione di una strada, è stata oggetto di scavi guidati da Giuseppa Tanda tra il 1976 e il 1978.

## Galleria d'immagini

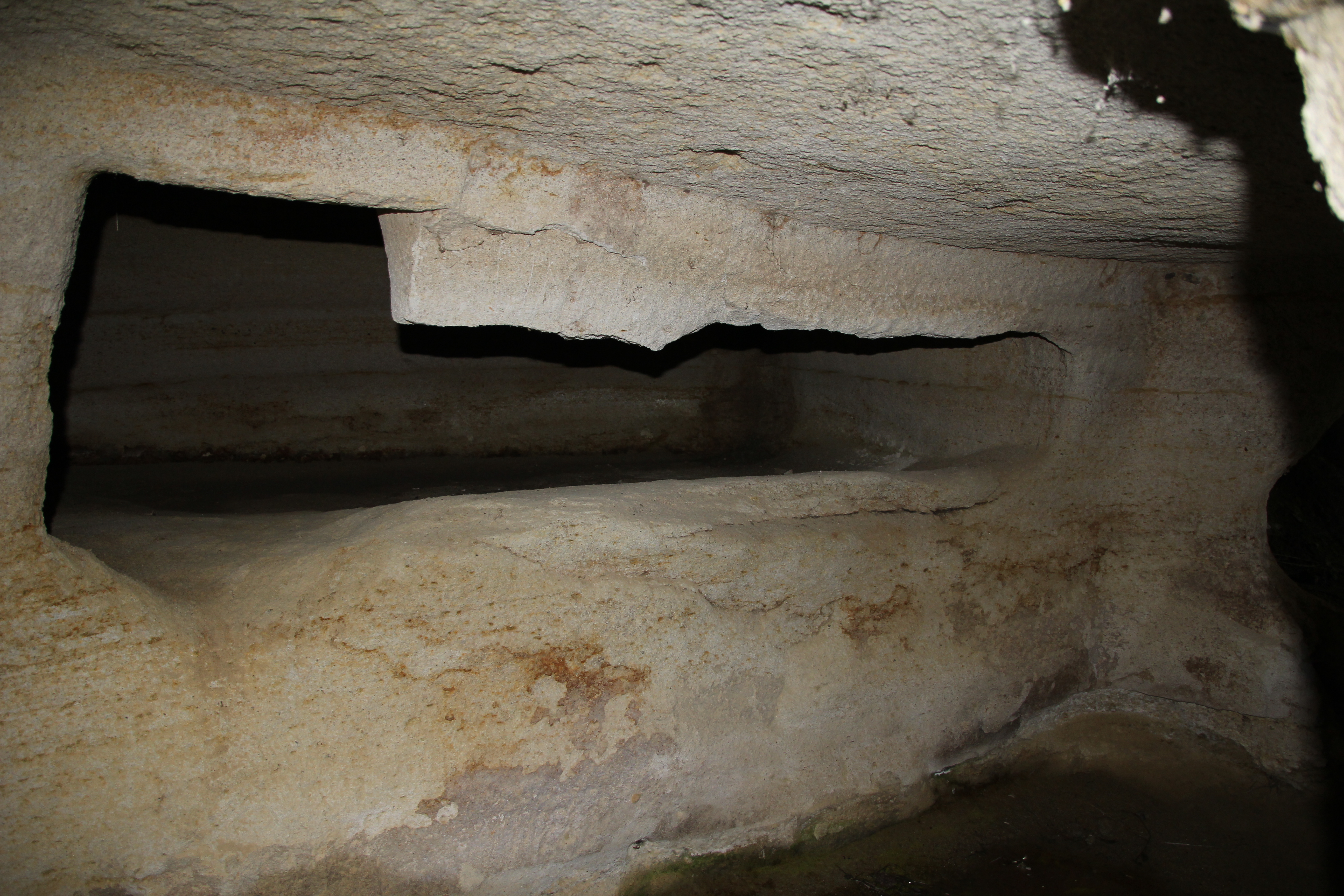
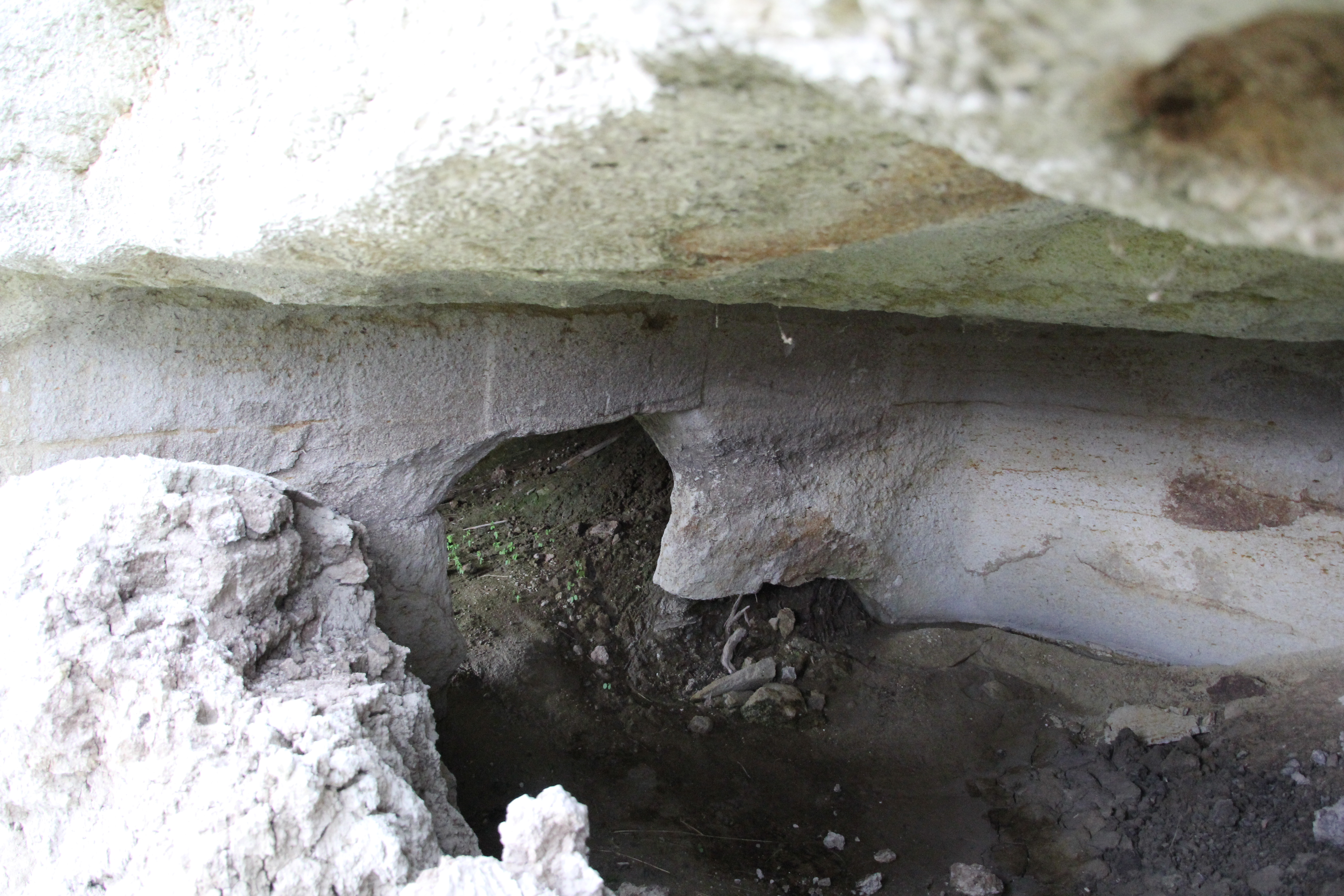
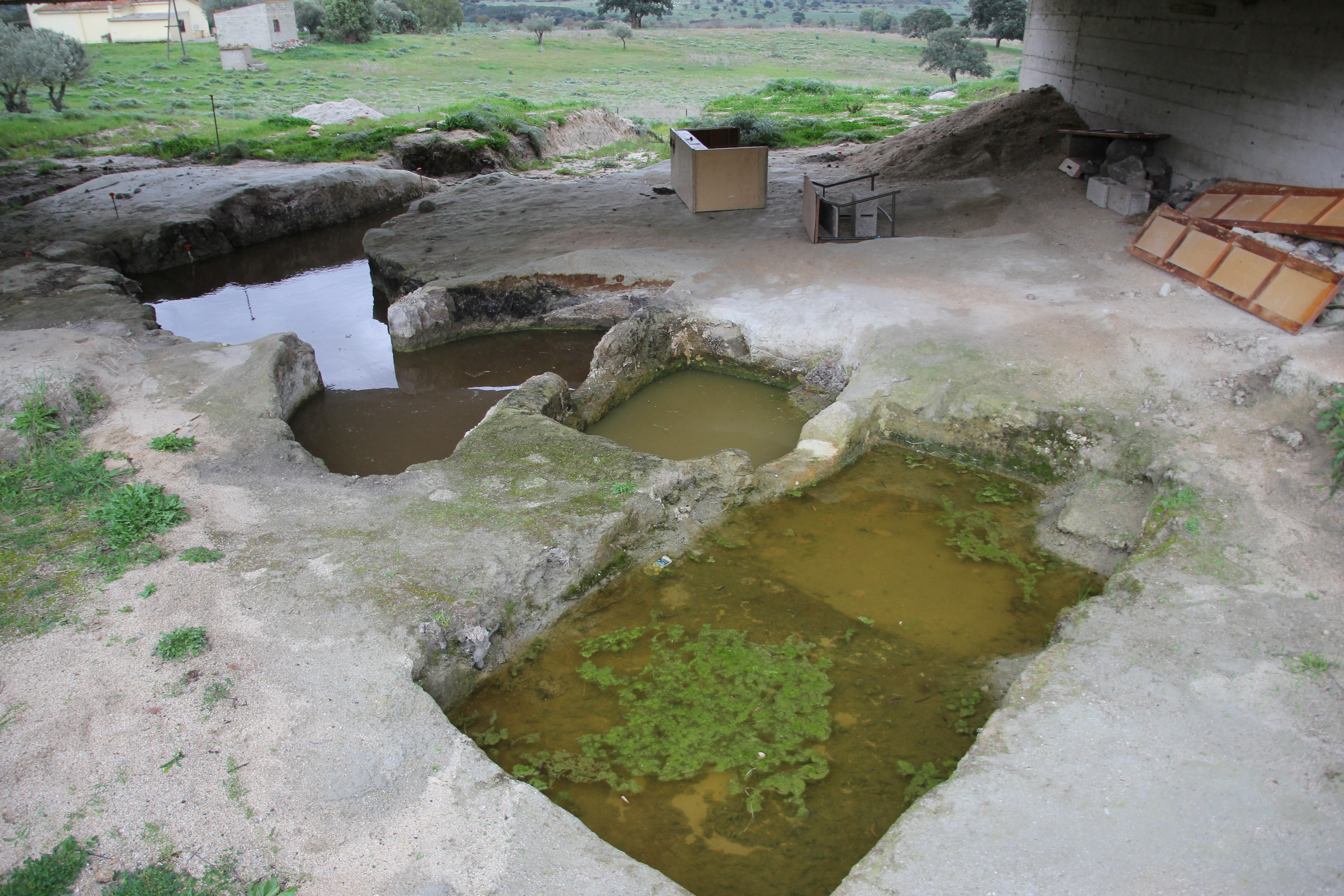
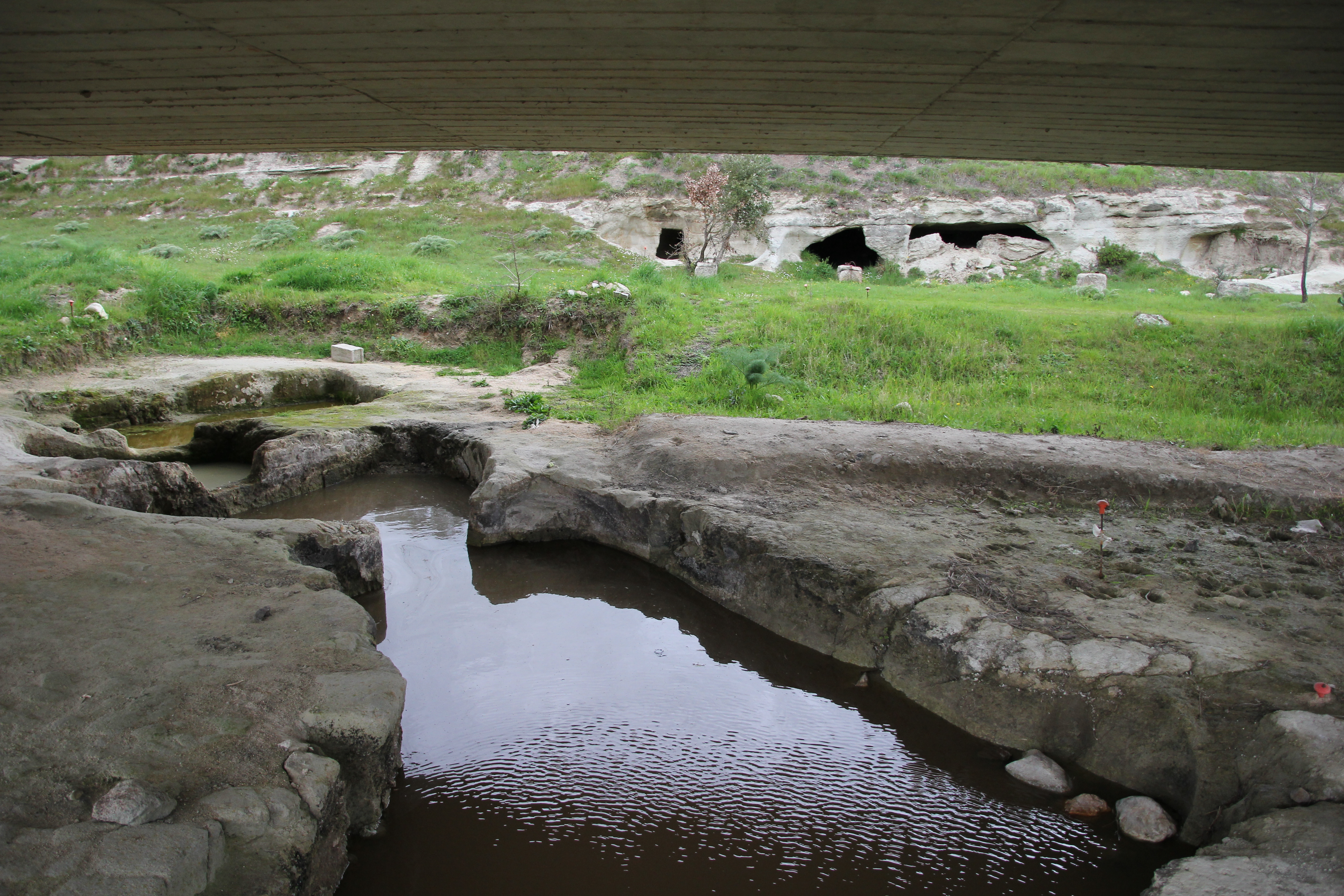